# Ость
Собирательный термин «ость» используют в зоологии (звероводстве, собаководстве) для обозначения длинных жёстких волос в шерсти животных по аналогии с термином, используемым в ботанике (растениеводстве).
Термин «ость» используют в анатомии для обозначения заострённого образования на поверхности кости. Кроме того, «остео-» — часть сложных слов, образованных от др.-греч. ὀστέον — «кость». Функционально ость часто представляет собой дополнительное ребро жёсткости.
Ость (лат. arista) — тонкий заострённый отросток на цветковой или колосковой чешуе у растений.
Морфологически ость представляет собой пластинку листа, редуцированную до срединной жилки. У некоторых растений ость мягкая, у других — жёсткая, колючая; иногда перистая. По форме ость может быть прямой, изогнутой (коленчатой) или, как у ковыля (Stipa), спирально скрученной.
Наличие ости характерно для многих (но не для всех) представителей семейства Злаки (Poaceae), причём ость нередко присутствует не только в соцветиях растений, но и остаётся при плодах злаков (зерновках) после их созревания, поскольку эти плоды часто бывают охвачены сухими цветковыми чешуями, заканчивающимися остями. Такие ости на концах сухих цветковых чешуй могут играть существенную роль в распространении плодов.
Ость (её наличие, размеры, форма и другие характеристики) может служить важным диагностическим признаком для таксономических целей.
От латинского названия ости, arista, происходит название рода злаков Аристида (Aristida). У представителей этого рода на верхушке нижней цветочной чешуи находится трёхраздельная ость.
| |  |  |
| Ости злаков: слева — колосья ячменя обыкновенного (Hordeum vulgare), в центре — колосья ржи посевной (Secale cereale), справа — цветок французского райграса (Arrhenatherum elatius). |  |  |